# Puchar Europy w Lekkoatletyce 1973 – eliminacje mężczyzn (Ateny)
Eliminacje pucharu Europy w lekkoatletyce w 1973 mężczyzn odbyły się 30 czerwca i 1 lipca w Atenach. Były to jedne z trzech zawodów eliminacyjnych. Pozostałe odbyły się w Brukseli i Lizbonie.
Wystąpiły trzy zespoły, z których dwa najlepsze awansowały do półfinału w Nicei.

## Klasyfikacja generalna
| Poz. | Reprezentacja | Punkty |
| ---- | ------------- | ------ |
| 1    | Rumunia       | 42     |
| 2    | Bułgaria      | 38,5   |
| 3    | Grecja        | 36,5   |

## Wyniki indywidualne
Kolorami oznaczono zawodników reprezentujących zwycięskie drużyny.

### Bieg na 100 metrów
| Lp. | Państwo  | Zawodnik          | Wynik |
| --- | -------- | ----------------- | ----- |
| 1.  | Bułgaria | Mirolub Dojczew   | 10,6  |
| 2.  | Rumunia  | Gheorghe Dulgheru | 10,7  |
| –   | Grecja   |                   | DNS   |

### Bieg na 200 metrów
| Lp. | Państwo  | Zawodnik               | Wynik |
| --- | -------- | ---------------------- | ----- |
| 1.  | Bułgaria | Mirolub Dojczew        | 21,4  |
| 2.  | Grecja   | Panajotis Gasparinatos | 21,5  |
| 3.  | Rumunia  | Toma Petrescu          | 21,5  |

### Bieg na 400 metrów
| Lp. | Państwo  | Zawodnik        | Wynik |
| --- | -------- | --------------- | ----- |
| 1.  | Rumunia  | Constantin Stan | 46,7  |
| 2.  | Bułgaria | Wasił Kasow     | 47,6  |
| 3.  | Grecja   | Jeorjos Paris   | 47,6  |

### Bieg na 800 metrów
| Lp. | Państwo  | Zawodnik          | Wynik  |
| --- | -------- | ----------------- | ------ |
| 1.  | Grecja   | Stawros Mermingis | 1:53,9 |
| 2.  | Bułgaria | Petyr Kjatowski   | 1:53,9 |
| 3.  | Rumunia  | Petre Lupan       | 1:54,3 |

### Bieg na 1500 metrów
| Lp. | Państwo  | Zawodnik             | Wynik  |
| --- | -------- | -------------------- | ------ |
| 1.  | Rumunia  | Gheorghe Ghipu       | 3:39,0 |
| 2.  | Grecja   | Spilios Zacharopulos | 3:41,9 |
| 3.  | Bułgaria | Weselin Andonow      | 3:47,0 |

### Bieg na 5000 metrów
| Lp. | Państwo  | Zawodnik             | Wynik   |
| --- | -------- | -------------------- | ------- |
| 1.  | Grecja   | Spilios Zacharopulos | 14:40,0 |
| 2.  | Rumunia  | Stelian Marcu        | 14:46,0 |
| 3.  | Bułgaria | Petko Karpaczew      | 14:46,4 |

### Bieg na 10 000 metrów
| Lp. | Państwo  | Zawodnik       | Wynik   |
| --- | -------- | -------------- | ------- |
| 1.  | Bułgaria | Petko Jordanow | 30:18,4 |
| 2.  | Rumunia  | Stelian Marcu  | 30:36,8 |
| –   | Grecja   |                | DNS     |

### Bieg na 110 metrów przez płotki
| Lp. | Państwo  | Zawodnik       | Wynik |
| --- | -------- | -------------- | ----- |
| 1.  | Rumunia  | Nicolae Pertea | 13,9  |
| 2.  | Bułgaria | Sławczo Kostow | 14,2  |
| –   | Grecja   |                | DNS   |

### Bieg na 400 metrów przez płotki
| Lp. | Państwo  | Zawodnik          | Wynik |
| --- | -------- | ----------------- | ----- |
| 1.  | Grecja   | Stawros Dziordzis | 50,9  |
| 2.  | Bułgaria | Janko Bratanow    | 51,4  |
| 3.  | Rumunia  | Dorin Melinte     | 52,2  |

### Bieg na 3000 metrów z przeszkodami
| Lp. | Państwo  | Zawodnik          | Wynik  |
| --- | -------- | ----------------- | ------ |
| 1.  | Grecja   | Spiros Kontosoros | 8:25,6 |
| 2.  | Rumunia  | Gheorghe Cefan    | 8:26,2 |
| 3.  | Bułgaria | Dinjo Dinew       | 8:49,6 |

### Sztafeta 4 × 100 metrów
| Lp. | Państwo  | Zawodnicy                                                                     | Wynik |
| --- | -------- | ----------------------------------------------------------------------------- | ----- |
| 1.  | Bułgaria | Lubomir Zaprianow Georgi Ganczew Georgi Jowczew Petyr Petrow                  | 40,3  |
| 2.  | Rumunia  | Alexandru Munteanu Gheorghe Dulgheru Toma Petrescu Constantin Stan            | 40,6  |
| 3.  | Grecja   | Panajotis Gasparinatos Gavriel Arnellos Christos Michalidis Stawros Dziordzis | 40,7  |

### Sztafeta 4 × 400 metrów
| Lp. | Państwo  | Zawodnicy                                                                | Wynik  |
| --- | -------- | ------------------------------------------------------------------------ | ------ |
| 1.  | Rumunia  | Ion Tănăsescu Alexandru Sălcudeanu Paul Vasile Constantin Stan           | 3:09,4 |
| 2.  | Grecja   | Panajotis Gasparinatos Jeorjos Paris Stawros Mermingis Stawros Dziordzis | 3:11,6 |
| 3.  | Bułgaria | Aleksandyr Janew Wasił Kasow Narcis Popow Janko Bratanow                 | 3:14,5 |

### Skok wzwyż
| Lp. | Państwo  | Zawodnik          | Wynik |
| --- | -------- | ----------------- | ----- |
| 1.  | Rumunia  | Csaba Dosa        | 2,17  |
| 2.  | Grecja   | Odiseas Papatolis | 2,07  |
| 2.  | Bułgaria | Petyr Bogdanow    | 2,07  |

### Skok o tyczce
| Lp. | Państwo  | Zawodnik             | Wynik |
| --- | -------- | -------------------- | ----- |
| 1.  | Grecja   | Christos Papanikolau | 5,30  |
| 2.  | Rumunia  | Nichifor Ligor       | 5,00  |
| 3.  | Bułgaria | Stefan Stefanow      | 4,70  |

### Skok w dal
| Lp. | Państwo  | Zawodnik             | Wynik |
| --- | -------- | -------------------- | ----- |
| 1.  | Grecja   | Apostolos Katiniotis | 7,62  |
| 2.  | Rumunia  | Vasile Sărucan       | 7,58  |
| 3.  | Bułgaria | Bonczo Bonew         | 7,50  |

### Trójskok
| Lp. | Państwo  | Zawodnik             | Wynik |
| --- | -------- | -------------------- | ----- |
| 1.  | Rumunia  | Șerban Ciochină      | 16,43 |
| 2.  | Grecja   | Apostolos Katiniotis | 16,31 |
| 3.  | Bułgaria | Bonczo Bonew         | 13,13 |

### Pchniecie kulą
| Lp. | Państwo  | Zawodnik        | Wynik |
| --- | -------- | --------------- | ----- |
| 1.  | Grecja   | Luka Lukas      | 18,19 |
| 2.  | Bułgaria | Nikoła Christow | 17,91 |
| 3.  | Rumunia  | Marin Iordan    | 17,08 |

### Rzut dyskiem
| Lp. | Państwo  | Zawodnik         | Wynik |
| --- | -------- | ---------------- | ----- |
| 1.  | Bułgaria | Wełko Wełew      | 59,08 |
| 2.  | Rumunia  | Iosif Naghi      | 58,88 |
| 3.  | Grecja   | Nikolaos Tsiaras | 55,14 |

### Rzut młotem
| Lp. | Państwo  | Zawodnik            | Wynik |
| --- | -------- | ------------------- | ----- |
| 1.  | Bułgaria | Todor Manołow       | 70,08 |
| 2.  | Grecja   | Stawros Mutafdzidis | 68,22 |
| 3.  | Rumunia  | Frederic Schneider  | 64,72 |

### Rzut oszczepem
| Lp. | Państwo  | Zawodnik          | Wynik |
| --- | -------- | ----------------- | ----- |
| 1.  | Rumunia  | Dezideriu Silaghi | 77,54 |
| 2.  | Bułgaria | Stefan Stojkow    | 75,18 |
| 3.  | Grecja   | Andreas Kaponis   | 74,30 |